# Manfred Rudersdorf

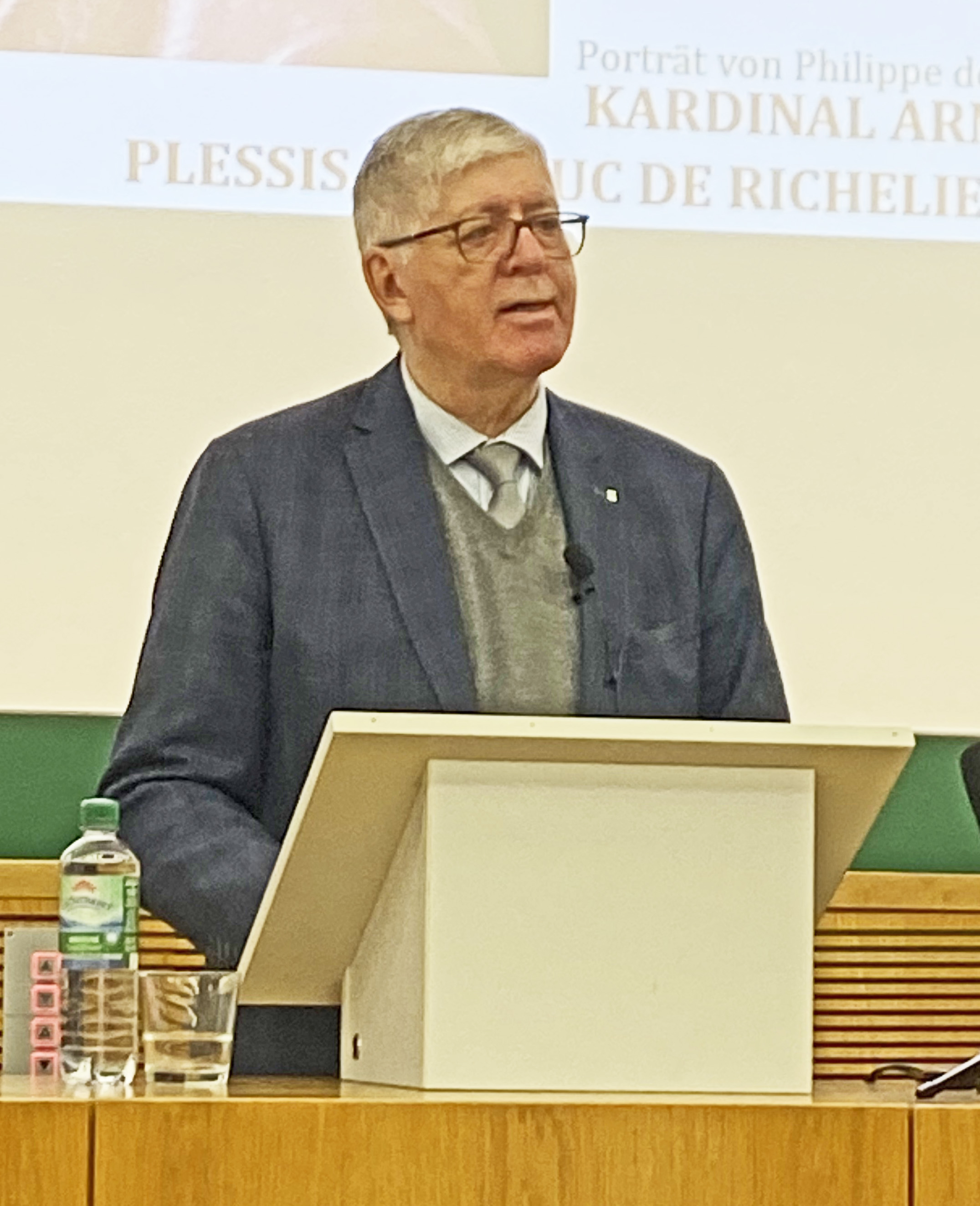
Manfred Rudersdorf Vorlesung anlässlich des Dies academicus der Universität Leipzig (4. Dezember 2023)

Manfred Rudersdorf  (* 7. Februar 1952 in Ellar) ist ein deutscher Historiker mit Schwerpunkt auf der Geschichte der Frühen Neuzeit. Seine Spezialgebiete umfassen die Reformations- und Konfessionalisierungsgeschichte, die vergleichende Territorialgeschichte des Alten Reichs sowie die Universitäts- und Bildungsgeschichte.

## Leben und Wirken
Nach dem Schulbesuch in Ellar und Abitur in Hadamar/Westerwald studierte Manfred Rudersdorf Geschichte, Politikwissenschaft, Soziologie und Pädagogik an den Universitäten Gießen und Tübingen. Von 1980 bis 1982 war er Forschungsstipendiat am Institut für Europäische Geschichte in Mainz, Abteilung Universalgeschichte. Der Promotion 1988 an der Universität Tübingen zum Thema Landgraf Ludwig IV. von Hessen-Marburg – Landesteilung und Luthertum in Hessen 1537–1604 folgte 1993 an der Universität Osnabrück die Habilitation zum Thema Justus Möser und die Welt der Armen. Von 1982 bis 1987 war er Wissenschaftlicher Mitarbeiter am Historischen Seminar der Universität Tübingen am Lehrstuhl von Volker Press, von 1988 bis 1994 Hochschulassistent am Fachbereich Kultur- und Geowissenschaften der Universität Osnabrück am Lehrstuhl von Anton Schindling. Von 1994 bis 1997 nahm er die Funktion eines Hochschuldozenten (C 2) an der Universität Osnabrück wahr. 1997 erfolgte die Berufung auf eine Professur für Geschichte der Frühen Neuzeit (C 4) am Historischen Seminar der Universität Leipzig.
Seit 2001 ist Manfred Rudersdorf Ordentliches Mitglied der Sächsischen Akademie der Wissenschaften zu Leipzig (Philologisch-historische Klasse), an der er als Projektleiter zwei wissenschaftliche Langzeitprojekte zur frühneuzeitlichen Kultur- und Geistesgeschichte leitet. In der Nachfolge von Günther Wartenberg war Rudersdorf von 2007 bis 2011 Vorsitzender der Senatskommission zur Herausgabe der fünfbändigen Gesamtausgabe der Geschichte der Universität Leipzig 1409–2009. Von 2009 bis 2015 war er Mitglied des DFG-Graduiertenkollegs Religiöser Nonkonformismus und kulturelle Dynamik an der Universität Leipzig.
Von 2013 bis 2018 nahm er das Amt des Dekans der Fakultät für Geschichte, Kunst- und Orientwissenschaften wahr. 2016 erfolgte die Wiederbestellung zum Leiter der Forschungsstelle für Universitätsgeschichte. Von 2008 bis 2020 war er Vorsitzender des Wissenschaftlichen Beirats des Simon-Dubnow-Instituts für jüdische Geschichte und Kultur in Leipzig (seit 2018 Leibniz-Institut). Die Aufgabe als Vertrauensdozent der Studienstiftung des deutschen Volkes nimmt er seit 1998 wahr. Seit 2017 ist Rudersdorf Mitglied des Stiftungsrats der Kulturstiftung Leipzig. Im Oktober 2018 erfolgte die Emeritierung an der Universität Leipzig. Manfred Rudersdorf lebt und arbeitet in Leipzig.

## Funktionen und Mitgliedschaften (Auswahl)
- seit 1997 Korrespondierendes Mitglied des Interdisziplinären Instituts für Kulturgeschichte der Frühen Neuzeit an der Universität Osnabrück[1],
- seit 1999 Mitglied der Vereinigung für Verfassungsgeschichte,
- seit 1999 Mitglied des Vorstandes der Gesellschaft zur Herausgabe des Corpus Catholicorum[2],
- seit 1999 Mitherausgeber der Reihe Reformationsgeschichtliche Studien und Texte im Aschendorff Verlag Münster,
- seit 2001 Mitglied der Historischen Kommission für Hessen[3],
- seit 2001 Ordentliches Mitglied der Sächsischen Akademie der Wissenschaften zu Leipzig[4],
- seit 2002 Mitherausgeber der SAW-Reihe Quellen und Forschungen zur Sächsischen Geschichte (geschäftsführend),
- seit 2002 Mitherausgeber der Reihe Beiträge zur Leipziger Universitäts- und Wissenschaftsgeschichte (geschäftsführend),
- seit 2011 Mitglied des internationalen Beirats des Jahrbuches/Yearbooks des Simon-Dubnow-Instituts für jüdische Geschichte und Kultur.

## Ehrungen
- 1994 Habilitationspreis der Osnabrücker Wissenschaftlichen Gesellschaft (OWiG)
- 2003 Theodor-Litt-Preis der Universität Leipzig für besonderes Engagement in der Lehre[5]
- 2011 Leipziger Universitätsmedaille „in Würdigung der hervorragenden Verdienste um die Universität“[6]
- 2016 Verleihung des Leipziger Wissenschaftspreises durch die Stadt Leipzig, die Universität Leipzig und die Sächsische Akademie der Wissenschaften zu Leipzig (SAW).
- 2022 Ehrenkolloquium der Sächsischen Akademie der Wissenschaften zu Leipzig zum 70. Geburtstag[7]

## Laufende Forschungsprojekte
- Konfessionalität, Mentalität und höfische Repräsentation im Alten Reich. Vergleichende Studien zur Typologie des Reichsfürstenstandes zwischen Reformation und Aufklärung,
- Studien zur Signatur der „Reformations- und Bildungslandschaft Mitteldeutschland“ – Die Universität Leipzig als ein Zentrum wissenschaftlicher Ausbildung und Gelehrsamkeit in Alteuropa,
- SAW-Projekt „Edition des Briefwechsels von Johann Christoph Gottsched 1700–1766“,
- SAW-Projekt „Briefe und Akten zur Kirchenpolitik Friedrichs des Weisen und Johanns des Beständigen 1513–1532. Reformation im Kontext frühneuzeitlicher Staatswerdung“ (zusammen mit Armin Kohnle, Theologische Fakultät).

## Schriften (Auswahl)
- Ludwig IV. Landgraf von Hessen-Marburg 1537–1604. Landesteilung und Luthertum in Hessen (= Veröffentlichungen des Instituts für Europäische Geschichte, Mainz, Bd. 144: Abteilung Universalgeschichte), Verlag von Zabern, Mainz 1991, ISBN 978-3-8053-1269-1
- Das Glück der Bettler. Justus Möser und die Welt der Armen. Mentalität und soziale Frage im Fürstenbistum Osnabrück zwischen Aufklärung und Säkularisation. Aschendorff Verlag, Münster 1995, ISBN 978-3-402-02950-3.
- Weichenstellung für die Neuzeit. Die Universität Leipzig zwischen Reformation und Dreißigjährigem Krieg 1539–1648/1660. Separatum aus Bd. 1: Geschichte der Universität Leipzig 1409–2009, Leipziger Universitätsverlag, Leipzig 2009, ISBN 978-3-86583-301-3.
- Universitas semper reformanda. Die beharrende Kraft des Humanismus. Zu einem Grundkonflikt neuzeitlicher Universitätsgeschichte im Jahrhundert der Reformation (= Sitzungsberichte der Sächsischen Akademie der Wissenschaften zu Leipzig, Philologisch-historische Klasse, Bd. 141, Heft 5), Stuttgart/Leipzig 2016, ISBN 978-3-7776-2556-0.
- Verlorene Lebenswelten im urbanen Raum? Die Präsenz der Frühen Neuzeit im Spiegel der Leipziger Denkmalskultur des 19. und frühen 20. Jahrhunderts (= Schriften des Leipziger Geschichtsvereins, Bd. 3), Beucha-Markkleeberg 2016, ISBN 978-3-86729-187-3.
- Patriarchalisches Fürstenregiment und Reichsfriede. Zur Rolle des neuen lutherischen Regententyps im Zeitalter der Konfessionalisierung. In: Heinz Duchhardt, Matthias Schnettger (Hrsg.): Reichsständische Libertät und habsburgisches Kaisertum, Verlag von Zabern, Mainz 1999, ISBN 978-3-525-10060-8.
- Die strukturbildende Kraft des patriarchalischen Fürstenstaates im 16. Jahrhundert. Zum allgemein historischen Hintergrund des Wirkens von Joachim Camerarius an der Universität Leipzig. In: Rainer Kößling, Günther Wartenberg (Hrsg.): Joachim Camerarius, Gunter Narr Verlag, Tübingen 2003, ISBN 978-3-8233-5981-4.
- Moritz von Sachsen. Zur Typologie eines deutschen Reichsfürsten zwischen Renaissance und Reformation. In: André Thieme, Jochen Vötsch (Hrsg.): Hof und Hofkultur unter Moritz von Sachsen (1521–1553), Sax-Verlag, Beucha 2004, ISBN 978-3-934544-59-8.
- 600 Jahre Alma mater Lipsiensis. In: Journal der Sächsischen Akademie der Wissenschaften, Heft 5 (2010).[8]